# Olof Ryning (död 1618)
Olof Ryning, född 1580-talet, död 1618, var en svensk godsägare och hovfunktionär.

## Biografi
Olof Ryning föddes på 1580-talet. Han var son till ståthållaren Erik Ryning på Västerås slott och Anna Månsdotter Lilliehöök. Ryning var kammarherre hos Karl IX. Han avled i början av år 1618.

### Egendom
Ryning ägde Gimmersta herrgård i Julita socken, Holbonäs säteri i Sköldinge socken och Lagmansö i Vadsbro socken.

### Familj
Ryning gifte sig i september 1615 med Elsa Soop (född 1594), dotter av riksrådet Hans Åkesson (Soop) och Elin Kagg. De fick tillsammans dottern Christina Ryning (1617–1664) som var gift med riksrådet och guvernören, friherre Per Ribbing av Zernava. Efter Ryning död gifte Elsa Soop om sig med ståthållaren Axel Drake af Intorp.